# Фретингове зношування
Фре́тингове зно́шування — механічне зношування тіл, що перебувають у контакті, в умовах малих коливальних відносних їх переміщень.
Інтенсивність зношування зростає при роботі деталей в агресивних середовищах. В даному випадку ушкодження сполучених поверхонь відбувається внаслідок зношування в умовах фретиг-корозії. На поверхнях контактуючих деталей захисні оксидні плівки руйнуються, оголюється чистий метал. Відбувається відділення частинок металу (як при фретингу), які потім окислюються. Тому продуктами зношування при фретинг-корозії, як правило, є оксиди. Оксиди спричиняють абразивну дію, яка залежить від твердості оксидів і розмірів їх часток в продуктах зношування.

## Історична довідка
Перше зареєстроване пояснення фретингу містилося в статті, присвяченій втомі металів, опублікованій в 1911 році. Термін «фретинг-корозія» вперше увів Томлінсон для позначення того різновиду ушкодження, яке він спостерігав на сталевих зразках. Уотерхауз дає своє визначення фретинг-корозії: «… різновид ушкоджень, які виникають, коли дві поверхні, дотичні і номінально нерухомі по відношенню одна до одної, зазнають невеликого періодичного відносного руху».

## Умови виникнення
Для появи даного виду зношування достатні відносні переміщення поверхонь з амплітудою від 0,025 мкм.
Фретингове зношування виникає в заклепкових, різьових, шліцьових, шпонкових і штифтових з'єднаннях, посадках деталей з натягом, сталевих канатах, шарнірах, муфтах, ресорах, клапанах, регуляторах електричних контактів, кулачкових механізмах, автоматах перекосу гвинта гелікоптерів, деталях газотурбінних двигунів.
Необхідні для протікання процесу зношування відносні мікрозміщення сполучених поверхонь відбуваються внаслідок деформацій деталей в умовах навантаження та вібрацій, що супроводжують роботу машин та устаткування. Внаслідок малої амплітуди мікрозміщень дотичних поверхонь пошкодження зосереджуються не невеликих майданчиках дійсного контакту. Руйнування контактуючих поверхонь проявляються в появі дрібних каверн (порожнин), в яких накопичуються, продукти зносу. Продукти зносу утворюються внаслідок руйнування зон схоплювання і ушкодження від втоми мікронерівностей. Дрібні каверни поступово зростають і зливаються в одну велику каверну. Продукти зносу, що накопичуються в кавернах, створюють в них підвищений тиск, який, в свою чергу, призводить до утворення мікротріщин. Деякі мікротріщини зливаються, і відбувається відколювання окремих об'ємів металу. Одночасно в підповерхневих шарах накопичуються утомні ушкодження.

## Наслідки фретингового зношування
Пошкодження поверхонь внаслідок зношування при фретингу служать концентраторами напружень і знижують границю витривалості матеріалу деталей. У разі видалення продуктів зносу із зони тертя відбувається ослаблення посадок з натягом, зростання вібрацій.

## Фактори впливу
Швидкість зношування при фретингу збільшується зі збільшенням амплітуди мікрозміщень до деякого граничного значення (< 2,5 мм). Підвищення частоти мікрозміщень також прискорює швидкість зношування, але, починаючи з деякої частоти, швидкість зношування зменшується.

## Боротьба з фретинговим зношуванням
Проблема фретингу вивчена ще недостатньо. Потрібні додаткові дослідження аналізу причин виникнення цього виду (і підвидів) зношування, вивчення характеру перебігу процесів у фрикційному контакті та попередження ушкоджень поверхонь взаємодії тіл. Значну роль у запобіганні фретингового зношування, представляють не тільки зміна кінематики і динаміки взаємодії поверхонь, але і правильний, оптимальний вибір мастила та ущільнювачів.